# Вашатко, Алоис
Алоис Вашатко (чеш. Alois Vašátko) — чехословацкий лётчик-ас Второй мировой войны.

## Биография
Алоис Вашатко родился в семье местного столяра 25 августа 1908 года в Челаковице, Австро-Венгрия (сейчас Среднечешский край, Чехия). Помимо Алоиса, в семье было ещё четверо детей. После окончания с отличием педагогического института в Градец-Кралове, Алоис устроился учителем в Литомержице. Однако, через несколько месяцев Вашатко был призван в армию, службу в которой закончил в 1929 году в звании младшего лейтенанта артиллерии. После чего продолжил обучение в Воинской академии в Границе. Был отправлен в Оломоуц, где командовал 2-й батареей 7-го артиллерийского полка. Там же, в Оломоуце, в 1937—1938 годы Алоис окончил лётные курсы при 2-м авиаполку им. доктора Эдварда Бенеша, и в марте 1939 года Вашатко стал квалифицированным пилотом. После командовал 14-й разведывательной (наблюдательной) эскадрильей на бипланах Letov Š-328.

### Франция
После первого распада Чехословакии и присоединения Моравии и Богемии к нацистской Германии (так называемый Протекторат Богемии и Моравии), Вашатко был вынужден бежать из страны. Он нелегально перешёл польскую границу в районе словацких Бескид, а затем, при помощи чехословацкого консула в Кракове, вместе с другими эмигрантами отплыл 28 июля 1939 года из Гдыни на пароходе «Храбрый» (чеш. Chrobry) во Францию.
После переподготовки в истребительной школе в Шартре, Алоис попал во французские ВВС и летал в составе CIC No. 6 группы de Chasse I/5 на Кёртисс P-36 Хок. Став первым успешным чехословацким лётчиком в Французскую кампанию, Вашатко до 11 мая 1940 года сбил около 15 самолётов противника (12 подтверждённых побед).

### Великобритания
После поражения Франции Алоис уехал в Марокко, откуда через британский Гибралтар прибыл в Кардифф. В Англии Вашатко принял участие в Битве за Британию в составе 312-й (чехословацкой) истребительной эскадрильи ВВС Великобритании и уже 8 октября 1940 года недалеко от Ливерпуля сбил свой первый Юнкерс Ju 88.
5 июня 1941 года Алоис Вашатко был назначен командующим первого (ведущего) звена эскадрильи, а с 30 мая 1942 года — командиром только что созданного чехословацкого истребительного авиакрыла. Вместе с Йозефом Франтишеком и Карелом Куттельвашером, Вашатко является одним из самых результативных чехословацких лётчиков-истребителей.

### Смерть
23 июня 1942 года недалеко от пролива Ла-Манш, во время воздушного столкновения с немецкими Фокке-Вульфами Fw 190, Алоис Вашатко был сбит Вильгельмом Ройшлингом (нем. Wilhelm Reuschling) из 7-й эскадрильи 2-й истребительной эскадры «Рихтгофен». Тело пилота обнаружено не было.
Алоис Вашатко был посмертно удостоен звания подполковник (после Бархатной революции — полковник) и многих чехословацких (медали «За храбрость» и «За заслуги») и союзных наград, в том числе французского «Военного креста» и британского креста «За выдающиеся лётные заслуги». Указом президента Чехословакии Вацлава Гавела от 8 марта 1992 года Алоису Вашатко было посмертно присвоено звание генерал-майора.

## Награды
- кавалер ордена Белого льва 1 степени (Чехословакия, 1949)
- трижды кавалер Чехословацкого Военного креста 1939—1945 годов (28.10.1940, 7.10.1941, 14.11.1941)
- кавалер Военного креста, Франция
- кавалер ордена Почётного легиона, Франция (4.7.1940)
- кавалер креста «За выдающиеся лётные заслуги», Великобритания (23.6.1942)
- командор ордена Милана Растислава Штефаника, Чехословакия (1992)